# Boechera oxylobula
Boechera oxylobula là một loài thực vật có hoa trong họ Cải. Loài này được (Greene) W.A.Weber mô tả khoa học đầu tiên năm 1982.